# Franz Kabelka

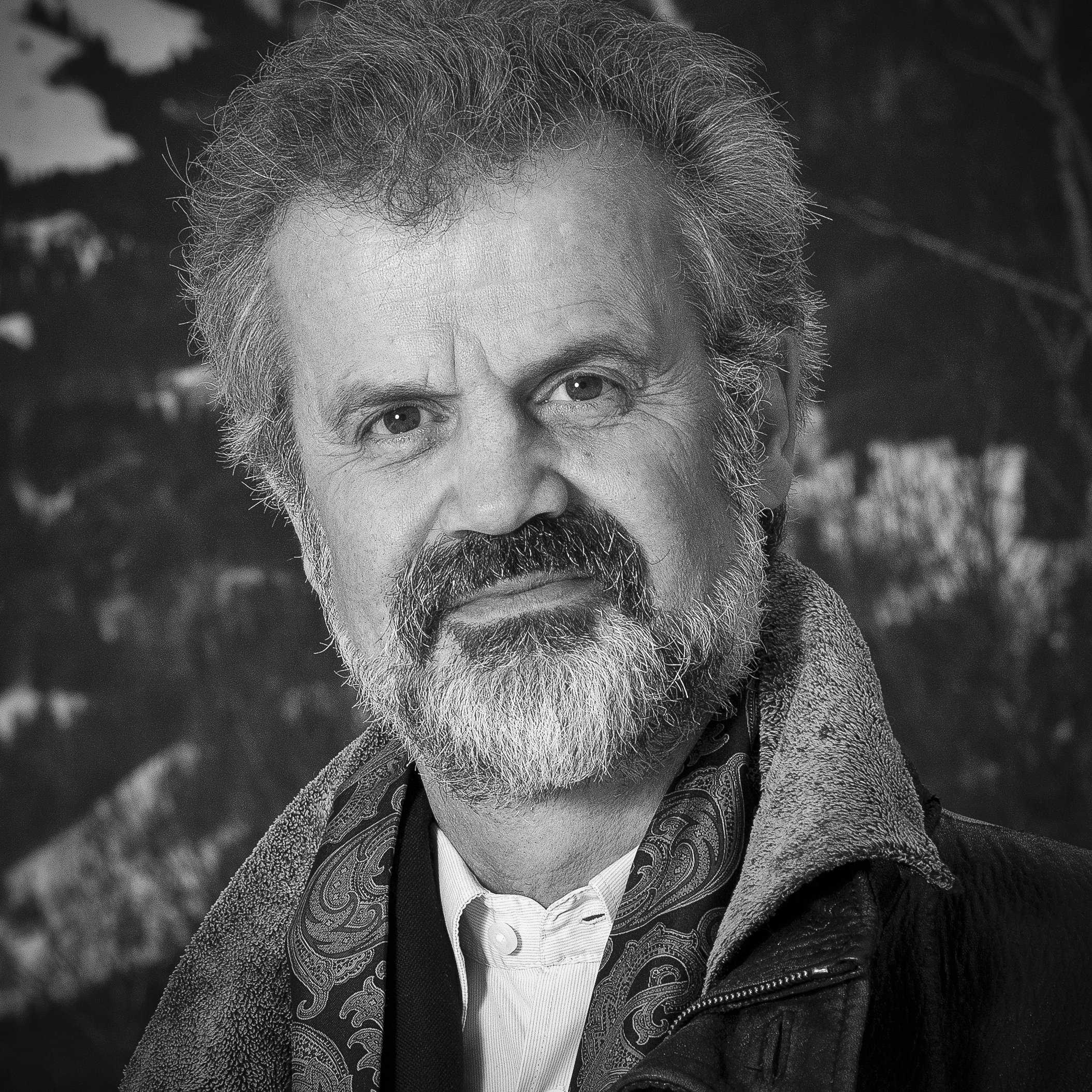
FK 2013

Franz Kabelka (* 1. Oktober 1954 in Linz) ist ein österreichischer Lehrer und Schriftsteller.

## Leben
Franz Kabelka wuchs in Oberösterreich in Perg und Arbing auf und belegte nach der Matura am Bundesgymnasium Steyr ein Studium der Germanistik und Anglistik in Salzburg und Dublin. 1981 übersiedelte er nach Vorarlberg und arbeitete als Lehrer an berufsbildenden (1981 bis 1994) und allgemeinbildenden höheren Schulen (1995–2016) sowie als Schriftsteller in Feldkirch. Er ist verheiratet und hat zwei Töchter.
Kabelka veröffentlicht seit 1975 literarische Werke in Literaturzeitschriften, Anthologien und im ORF. Mehrfach wurden ihm Literaturstipendien der Länder Vorarlberg und Oberösterreich zugesprochen. Mit dem Lyrikband Schneller als Instant Coffee publizierte er 1996 sein erstes Buch im Grasl Verlag. 2003 war er 1. Preisträger beim Prosapreis Brixen-Hall für das Manuskript zum Roman Heimkehr.
Im Innsbrucker Haymon Verlag erschienen nach Heimkehr noch zwei weitere Kriminalromane um die Figur des Vorarlberger Chefinspektors Tone Hagen, Letzte Herberge und Dünne Haut. Im September 2011 erschien mit Jemand anders ein Krimi, der ganz ohne professionellen Ermittler auskommt und einerseits in einem modernen Fitnesscenter, andererseits in einem Franziskanerinternat irgendwo im Osten Österreichs spielt. Längere Erzählungen und „böhmische Miniaturen“ finden sich in dem Band Die Muschel. Geschichten von Reisen und Zeitreisen (2013). Der Roman Gesundes Gift erschien 2014 als Hardcover bei Styria Premium. Zentrales Thema sind die Bruchlinien zwischen östlicher (ayurvedischer) und westlicher (allopathischer) Medizin. Der Vertrieb von schwermetallbelasteten Nahrungsergänzungsmitteln im Internet ist Ausgangspunkt dieses Wirtschaftskrimis. Die Schauplätze: Wien, das niederösterreichische Waldviertel, die Stadt Boston (USA) und Südindien (Kerala und Tamil Nadu). Kabelkas bisher letzter Kriminalroman Kaltviertel erschien 2017 in der Bibliothek der Provinz. In ihm beschäftigt sich der Autor mit der im Waldviertel sehr umstrittenen Nutzung der Windenergie und dem Umgang mit gesellschaftlichen Außenseitern. 2019 erschien im Hohenemser Bucher Verlag Das Böse war meine Kundschaft. Ein Chefinspektor wird einvernommen. In diesem Sachbuch findet sich jener Gedankenaustausch wieder, in dem der Kriminalschriftsteller und der ehemalige Chefinspektor des Landeskriminalamts Bregenz, Hans Poiger, eine Vielzahl von Themen anhand realer und fiktionaler Kriminalfälle abdecken.
Zwischen 1975 und 1980 war Kabelka Mitglied der Salzburger Literaturgruppe projekt-IL und Redaktionsmitglied der gleichnamigen Literaturzeitschrift. Heute ist er Mitglied der Grazer Autorinnen Autorenversammlung (GAV) sowie von Literatur Vorarlberg und krimiautorInnen.at.

## Werke

### Ö1-Radiokolleg
Nach Recherchen in Kuba verfasste Kabelka das Manuskript für vier Folgen eines Radiokollegs, das vom 8. bis 11. Juli 2013 unter dem Titel Son, Reggaeton, Revolution – Musik in Kuba zwischen Aktualität und Nostalgie auf Ö1 gesendet wurde.